# Giacomo dalla Torre del Tempio di Sanguinetto
Fra Giacomo dalla Torre del Tempio di Sanguinetto (italià: Giacomo Dalla Torre del Tempio di Sanguinetto)  (Roma, 9 de desembre de 1944 - Roma, 29 d'abril de 2020) fou un comendador i superior religiós dels cavalls de l'Orde de Malta. Fou elegit per a tal ofici el 2004, després d'haver estat vint anys a l'orde com a cavaller. Abans havia estat, des del 1994 fins al 1999, gran prior de Llombardia i Venècia. Frare del 1999 al 2004 va formar part del Consell Sobirà, òrgan que assisteix el Gran Mestre en les funcions de govern. Des del 24 de gener de 2009 era el prior de Roma.

## Biografia
Giacomo Dalla Torre del Tempio di Sanguinetto descendia d'una antiga família comtal de Treviso per passar a Roma, amb el lligam de la Santa Seu. El seu avi fou director de L'Osservatore Romano, mentre el seu germà Giuseppe és l'actual president del Tribunal de l'Estat de la Ciutat del Vaticà.
Es va llicenciar en lletres i es va especialitzar en arqueologia cristiana i història de l'art a la Universitat La Sapienza de Roma. Es va incorporar a la Pontificia Universitat Urbaniana, a la qual va ensenyar grec clàssic.
El 7 de febrer de 2008, a conseqüència de la mort de fra Andrew Bertie, Gran Mestre de l'Orde des de 1998, va assumir les funcions de lloctinent de forma interina amb la tasca de portar l'Orde a l'elecció d'un nou Mestre. Aquest càrrec el va deixar l'11 de març quan es va elegir Matthew Festing, com a nou Gran Mestre.